# أندي بول
أندي بول (بالإنجليزية: Andy Poole)‏ (6 يوليو 1960 في المملكة المتحدة - ) هو مدرب كرة قدم ولاعب كرة قدم بريطاني في مركز حراسة المرمى. لعب مع بورت فايل ونادي غيلينغهام ونادي نورثامبتون تاون ووولفرهامبتون واندررز ونادي كيترينغ تاون وCoventry Sporting F.C. ‏ ونادي مانسفيلد تاون ونونيتون بورو ‏ ونادي ووستر سيتي وBrackley Town F.C. ‏ وBuckingham Town F.C. ‏.